# Lobbizás (könyv)
A Lobbizás Topolánszky Ádám könyve. Az Egyesült Államokból Magyarországra visszatért író az amerikai és a magyar lobbitevékenységet hasonlítja össze.
A könyv kitér a hatalomra ható, úgynevezett „grass roots”, avagy alulról jövő kezdeményezésekre, tárgyalja a liberalizmust, mely a szerző szerint a globális, nemzetek feletti új rend velejárója,  Topolánszky szerint napjainkra a családok teljes szétzilálásához vezetett.
Topolánszky Ádám a kanadai egészségügyet állítja példának a szerinte túl szociális angliai és túl liberális amerikai példával szemben.
A könyv végén egy 13 pontból álló javaslatot ad közre a magyar demokrácia tökéletesítésére.

## Kiadásai
- Lobbizás. Érdekek az előtérben; Bagolyvár, Bp., 2003

## Külső hivatkozások
- Rádióinterjú Topolánszky Ádámmal, Kossuth Rádió: Vállalkozásklinika, 2003. november 20.
- Kinek az érdeke? recenzió (FigyelőNet)